# Eimi Yamada
Eimi Yamada (japonés: 山田詠美, Tokio, 1959) escritora japonesa galardonada con el Premio Bungei shō.
Estudió letras en la Universidad de Meiji.